# اچ‌ام‌اس آژاکس (اف۱۱۴)
اچ‌ام‌اس آژاکس (اف۱۱۴) (به انگلیسی: HMS Ajax (F114)) یک کشتی بود که طول آن ۳۷۲ فوت (۱۱۳ متر) بود. این کشتی در سال ۱۹۶۲ ساخته شد.